# Egyō
Egyō (恵慶?) fue un monje budista y poeta japonés que vivió a mediados de la era Heian. Su nombre está incluido en las listas antológicas del Chūko Sanjūrokkasen y del Ogura Hyakunin Isshu. También es conocido con el título de Egyō Hōshi (恵慶法師?).

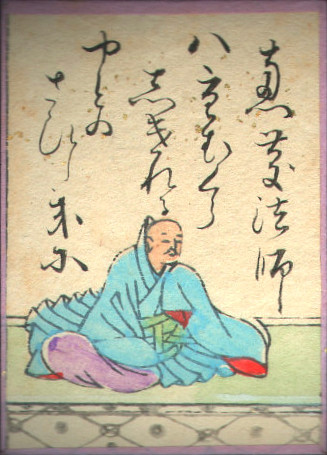
Egyō, en el Ogura Hyakunin Isshu.

Su genealogía y vida son casi desconocidos. Servía a un templo provincial de Harima. En 962 participó en un concurso de waka.
Algunos de sus poemas fueron incluidos en la antología imperial Shūi Wakashū. Realizó una compilación de sus poemas en el Egyō Hōshi-shū (恵慶法師集?).